# Urvashi Butalia
Urvashi Butalia (Ambala, 1952) es una escritora, editora y activista feminista india. Es conocida por su trabajo en el movimiento de mujeres de la India, así como por ser autora de libros como The Other Side of Silence: Voices from and the Partition of India y Speaking Peace: Women's Voices from Kashmir. Junto con Ritu Menon, cofundó Kali for Women, la primera editorial exclusivamente feminista de la India, en 1984. En 2003, fundó Zubaan Books, una editorial creada bajo el paraguas de Kali for Women. En 2011, Butalia y Menon recibieron conjuntamente el premio Padma Shri, la cuarta orden civil más alta de la India, por su trabajo en literatura y educación.

## Biografía
Butalia nació en Ambala, Haryana, dentro de una familia pudiente, progresista y atea de herencia Punjabi. Es la tercera de los cuatro hijos de Subhadra y Joginder Singh Butalia. Su madre era una feminista que dirigía un centro de asesoramiento para mujeres. Butalia tiene una hermana mayor, Bela, y dos hermanos, Pankaj y Rahul. Pankaj Butalia es un director de documentales de izquierdas conocido fundamentalmente por un documental sobre las miserables condiciones de las viudas que viven en Vrindavan.
Se licenció en Literatura en Miranda House, en la Universidad de Delhi, en 1971, donde también cursó un Master en Literatura en 1973. También realizó otro Master es en Estudios de Asia del sur en la Universidad de Londres en 1977. Habla varias lenguas indias (hindi, panyabí y bengalí) así como inglés, italiano y francés.

## Trayectoria

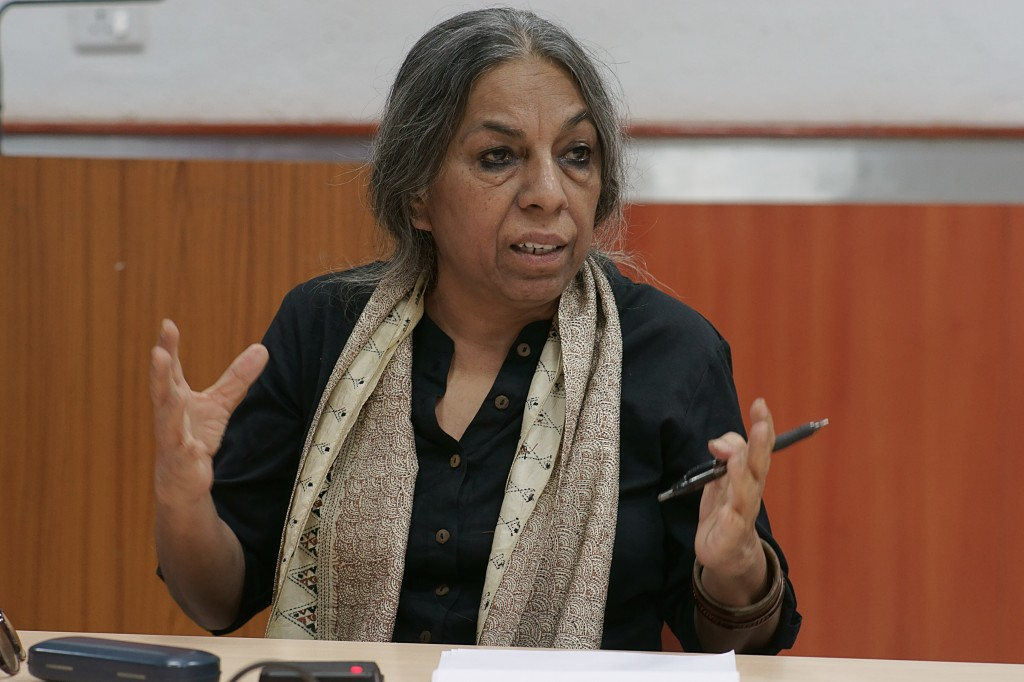
Urvashi Butalia En octubre de 2016

Butalia comenzó su carrera trabajando con la editorial Oxford University Press en Delhi. Después trabajó durante un año en su sede de Oxford, antes de trabajar brevemente en la editorial con sede en Londres Zed Books como editora en 1982. Posteriormente, regresó a la India y, junto con Ritu Menon, fundó una editorial feminista, Kali for Women, en 1984. Se dedica a enseñar en la prestigiosa Young India Fellowship en la Universidad de Ashoka donde imparte un curso sobre las mujeres, la sociedad y la India cambiante.
Las principales áreas de interés de Butalia son la Partición de la India y la historia oral desde una perspectiva feminista y de izquierdas. Ha escrito sobre género, comunalismo, fundamentalismo y medios de comunicación. Sus escritos han aparecido en varias publicaciones de periódicos y revistas, incluyendo The Guardian, The New Internationalist , The Statesman, The Times of India , Outlook e India Today. Ha sido columnista habitual del izquierdista Tehelka y de Indian Printer and Publisher, una publicación B2B que se ocupa de la industria editorial y de la impresión.
Butalia es asesora para Oxfam India y tiene la posición de Reader (lectora) en el departamento de Estudios Vocacionales en la Universidad de Delhi.

### Kali for Women
Kali for Women, la primera editorial exclusivamente feminista de la India, cofundada por Butalia y Ritu Menon, se creó en 1984 como un fideicomiso para aumentar el cuerpo de conocimientos sobre las mujeres en el Tercer Mundo, para dar voz a conocimientos que ya existen, y para proporcionar un foro para mujeres escritoras, creativas y académicas. En 2003, las co-fundadoras Urvashi Butalia y Ritu Menon iniciaron trayectorias independientes debido a diferencias irresolubles. Ambas continuaron creando sus propias obras bajo el paraguas de Kali for Women, con Menon estableciendo Women Unlimited y Butalia fundando Zubaan Books.

### Zubaan Books
Originalmente establecida como una organización sin fines de lucro en 2003, Zubaan opera en la actualidad como empresa privada, Zubaan Publishers Pvt. Ltd., con cinco partes interesadas: Butalia (Fundadora y CEO), Anita Roy (Editora), Preeti Gill (Editora), Shweta Vachani (Editora) y Satish Sharma (CFO). La editorial independiente publica libros académicos y de ficción, "sobre, para y por mujeres en el sur de Asia". Tienen autoras de renombre internacional como Jaishree Misra, Nivedita Menon, Manjula Padmanabhan, Suniti Namjoshi y Annie Zaidi .

### The other side of silence (El otro lado del silencio)
Aparte de varios artículos periodísticos y artículos de opinión que tratan sobre temas feministas, Butalia es autora o coautora de varios libros (que se enumeran a continuación). De estos, The other side of silence (El otro lado del silencio, 1998) es considerado su trabajo más popular. El libro, que es el resultado de más de setenta entrevistas que Butalia realizó con supervivientes de la Partición de la India, se utiliza como texto académico en algunas universidades indias. El Instituto Goethe ha descrito el trabajo como "uno de los libros más influyentes en los estudios del sur de Asia que se han publicado en las últimas décadas... Enfatiza el papel de la violencia contra la mujer en la experiencia colectiva de la tragedia."
Butalia señala que la Partición, al igual que el Holocausto, sigue siendo en gran medida una "historia viva", en el sentido de que todavía quedan muchos supervivientes que pueden ser entrevistados. En contraste con los muchos proyectos que se han emprendido para documentar las historias orales del Holocausto, en la India se han emprendido pocas iniciativas comparables. Esta es una de ellas.
The Other Side of Silence ganó el Premio de la Oral History Book Association en 2001 y el Premio Nikkei Asia Award for Culture en 2003.

## Activismo
Butalia es socia del Women's Institute for Freedom of the Press (Instituto de Mujeres para la Libertad de Prensa) (WIFP).

## Premios y reconocimientos
En 2000, Butalia ganó el premio Pandora Award for Women in Publishing. En 2011, el Gobierno de la India le concedió la distinción Padma Shri.
En 2017, la República Federal de Alemania otorgó a Butalia la Medalla Goethe, una distinción oficial que "honra a las personas que han demostrado una competencia excepcional del idioma alemán, así como en el intercambio cultural internacional".

## Obra
- Urvashi Butalia; Ritu Menon; Kali for Women (1992). In Other Words: New Writing by Indian Women. Kali for Women. ISBN 978-81-85107-48-6.
- Urvashi Butalia; Ritu Menon; Kali for Women (1995). Making a difference: Feminist Publishing in the South[14] Bellagio Pub. ISBN 9780964078086
- Tanika Sarkar, Urvashi Butalia; Kali for Women (1995). Women and the Hindu Right: A Collection of Essays[15] Kali for Women. ISBN 978-81-85107-66-0
- Staff, Kali for Women (1995). Women and Right-wing Movements: Indian Experiences[16] Zed Books. SBN 978-1-85649-289-8.
- Urvashi Butalia (1998). The Other Side of Silence: Voices from the Partition of India [17] Penguin Books India. ISBN 978-0-14-027171-3
- Urvashi Butalia (2002). Speaking Peace: Women's Voices from Kashmir [18] Kali for Women. ISBN 978-81-86706-43-5
- Urvashi Butalia (2006). Inner Line: The Zubaan Book of Stories by Indian Women [19] Zubaan. ISBN 978-81-89013-77-6.